# Кубок Карьяла 1999
Кубок Карьяла 1999 — ежегодный хоккейный турнир на приз финской компании Karjala. Второй этап Еврохоккейтура 1999/2000. Состоялся 11 — 14 ноября 1999 года в финских городах Хельсинки  и Эспоо. Матчи проходили на Hartwall Areena (Хельсинки) и ЛансиАвто Арена (Эспоо). Состав участников: Финляндия, Россия, Чехия, Швеция. Сборная Финляндии выиграла все три матча и стала победителем.

## Таблица
| Место | Команда   | Игры | В | Н | П | Шайбы  | Очки |
| ----- | --------- | ---- | - | - | - | ------ | ---- |
| 1     | Финляндия | 3    | 3 | 0 | 0 | 8 — 5  | 6    |
| 2     | Россия    | 3    | 2 | 0 | 1 | 8 — 6  | 4    |
| 3     | Чехия     | 3    | 1 | 0 | 2 | 7 — 8  | 2    |
| 4     | Швеция    | 3    | 0 | 0 | 3 | 7 — 11 | 0    |

## Матчи
| 11 ноября 1999 15:00 | Россия | 4 : 3 (1:1, 3:2, 0:0) | Швеция | ЛансиАвто Арена, Эспоо Зрителей: 1000 |

| Отчёт | Отчёт                                      | Отчёт | Отчёт                         | Отчёт         |
| --- | ------------------------------------------ | --- | ----------------------------- | ------------- |
| |                                            | |                               |               |
| | Егор Подомацкий — 00:00-59.15, 59:28-59:46 | Вратари | 00:00-60.00 — Юхан Хольмквист | Судья: Ярвеля |
| | Голы:                                      | |                               | Судья: Ярвеля |
| Александр Харитонов (А.Прокопьев, А.Кувалдин) — 17:02 Дмитрий Филимонов (М.Сушинский, П.Дацюк) — 25:30 Александр Харитонов (А.Марков) — (бол) 28:39 Александр Кувалдин (А.Харитонов) — (бол) 31:11 | 0:1 1:1 2:1 3:1 4:1 4:2 4:3                | 03:52 (бол) — Магнус Вернблум (М.Юханссон, Франзен) 33:21 — Йеспер Матссон (Польссон) 37:18 — Магнус Вернблум (Юнссон) |                               | Судья: Ярвеля |
| |                                            | |                               | Судья: Ярвеля |
| |                                            | |                               | Судья: Ярвеля |
| |                                            | |                               | Судья: Ярвеля |
| 8 мин | Штраф                                      | 8 мин |                               | Судья: Ярвеля |
| |                                            | |                               |               |
| | 26 (8+9+9)                                 | Броски | 20 (7+7+6)                    |               |

| 11 ноября 1999 18:30 | Чехия | 2 : 3 (0:1, 1:2, 1:0) | Финляндия | ЛансиАвто Арена, Эспоо Зрителей: 7000 |

| Отчёт                                                                      | Отчёт                        | Отчёт | Отчёт                      | Отчёт          |
| -------------------------------------------------------------------------- | ---------------------------- | --- | -------------------------- | -------------- |
|                                                                            |                              | |                            |                |
|                                                                            | Душан Салфицки — 00:00-60:00 | Вратари | 00:00-60:00 — Ари Суландер | Судья: Редбьер |
|                                                                            | Голы:                        | |                            | Судья: Редбьер |
| Петр Чаянек (Р.Гамрлик) — 39:36 Иржи Допита (Д.Выборны, М.Шпангел) — 57:17 | 0:1 0:2 0:3 1:3 2:3          | 19:24 — Теро Лехтеря (Х.Вирта, Т.Сихвонен) 25:01 (бол) — Юсси Тарвайнен (Й.Каралахти) 28:27 (мен) — Эрик Какко (Х.Вирта, П.Нуммелин) |                            | Судья: Редбьер |
|                                                                            |                              | |                            | Судья: Редбьер |
|                                                                            |                              | |                            | Судья: Редбьер |
|                                                                            |                              | |                            | Судья: Редбьер |
| 6 мин                                                                      | Штраф                        | 6 мин |                            | Судья: Редбьер |
|                                                                            |                              | |                            |                |
|                                                                            | 29 (9+13+7)                  | Броски | 23 (8+6+9)                 |                |

| 13 ноября 1999 15:00 | Россия | 1 : 2 (0:0, 0:1, 1:1) | Финляндия | ЛансиАвто Арена, Эспоо Зрителей: 6712 |

| Отчёт              | Отчёт                         | Отчёт                                                           | Отчёт                      | Отчёт                   |
| ------------------ | ----------------------------- | --------------------------------------------------------------- | -------------------------- | ----------------------- |
|                    |                               |                                                                 |                            |                         |
|                    | Егор Подомацкий — 00:00-60:00 | Вратари                                                         | 00:00-60:00 — Веса Тоскала | Судья: Владимир Шиндлер |
|                    | Голы:                         |                                                                 |                            | Судья: Владимир Шиндлер |
| Максим Бец — 59:26 | 0:1 0:2 1:2                   | 35:35 (бол) — Тони Сихвонен (Й.Каралахти) 50:15 — Юха Риихиярви |                            | Судья: Владимир Шиндлер |
|                    |                               |                                                                 |                            | Судья: Владимир Шиндлер |
|                    |                               |                                                                 |                            | Судья: Владимир Шиндлер |
|                    |                               |                                                                 |                            | Судья: Владимир Шиндлер |
| 14 мин             | Штраф                         | 14 мин                                                          |                            | Судья: Владимир Шиндлер |
|                    |                               |                                                                 |                            |                         |
|                    | 26 (14+6+6)                   | Броски                                                          | 36 (7+16+13)               |                         |

| 13 ноября 1999 18:30 | Швеция | 1 : 4 (1:0, 0:1, 0:3) | Чехия | ЛансиАвто Арена, Эспоо Зрителей: 2476 |

| Отчёт                     | Отчёт                         | Отчёт | Отчёт                    | Отчёт                            |
| ------------------------- | ----------------------------- | --- | ------------------------ | -------------------------------- |
|                           |                               | |                          |                                  |
|                           | Магнус Эрикссон — 00:00-60:00 | Вратари | 00:00-60:00 — Йохан Орцт | Судьи: Пакаслахти Пелтонен Тарко |
|                           | Голы:                         | |                          | Судьи: Пакаслахти Пелтонен Тарко |
| Кристиан Хуселиус — 17:00 | 1:0 0:1 1:2 1:3 1:4           | 36:04 — Радек Мартинек (Я.Чалоун) 45:28 —Иржи Допита (Ф.Кучера, Р.Райхел) 51:24 Мартин Шпангел (Ф.Кучера, Й.Орцт) 59:39 Роберт Райхел |                          | Судьи: Пакаслахти Пелтонен Тарко |
|                           |                               | |                          | Судьи: Пакаслахти Пелтонен Тарко |
|                           |                               | |                          | Судьи: Пакаслахти Пелтонен Тарко |
|                           |                               | |                          | Судьи: Пакаслахти Пелтонен Тарко |
| 14 мин                    | Штраф                         | 8 мин |                          | Судьи: Пакаслахти Пелтонен Тарко |
|                           |                               | |                          |                                  |
|                           | 20 (7+8+5)                    | Броски | 27 (12+8+7)              |                                  |

| 14 ноября 1999 15:00 | Чехия | 1 : 3 (1:0, 0:2, 0:1) | Россия | Hartwall Areena, Хельсинки Зрителей: 4800 |

| Отчёт                                      | Отчёт                        | Отчёт | Отчёт                         | Отчёт         |
| ------------------------------------------ | ---------------------------- | --- | ----------------------------- | ------------- |
|                                            |                              | |                               |               |
|                                            | Душан Салфицки — 00:00-60:00 | Вратари | 00:00-60:00 — Егор Подомацкий | Судья: Ярвеля |
|                                            | Голы:                        | |                               | Судья: Ярвеля |
| Петр Чаянек (П.Тенкрат, Я.Ганзлик) — 12:06 | 1:0 1:1 1:2 1:3              | 25:38 (бол) — Равиль Гусманов (Д.Красоткин, М.Бец) 39:59 — Максим Сушинский (П.Дацюк) 59:58 (пв) — Александр Харитонов (А.Хаванов), |                               | Судья: Ярвеля |
|                                            |                              | |                               | Судья: Ярвеля |
|                                            |                              | |                               | Судья: Ярвеля |
|                                            |                              | |                               | Судья: Ярвеля |
| 26 мин                                     | Штраф                        | 10 мин |                               | Судья: Ярвеля |
|                                            |                              | |                               |               |
|                                            | 22 (5+7+10)                  | Броски | 42 (18+19+5)                  |               |

| 14 ноября 1999 18:30 | Финляндия | 3 : 2 (2:1, 1:0, 0:1) | Швеция | ЛансиАвто Арена, Эспоо Зрителей: 12 283 |

| Отчёт | Отчёт                      | Отчёт                                                                                | Отчёт                                                       | Отчёт                   |
| --- | -------------------------- | ------------------------------------------------------------------------------------ | ----------------------------------------------------------- | ----------------------- |
| |                            |                                                                                      |                                                             |                         |
| | Ари Суландер — 00:00-60:00 | Вратари                                                                              | 00:00-40:00 — Юхан Хольмквист 40:00-60:00 — Магнус Эрикссон | Судья: Владимир Шиндлер |
| | Голы:                      |                                                                                      |                                                             | Судья: Владимир Шиндлер |
| Паси Саарела (Сихвонен) — 02:58 Тимо Пярсинен (Капанен, Хентунен) — 14:26 Эрик Какко (Риихиярви) — (бол) 39:40 | 1:0 1:1 2:1 3:1 3:2        | 13:54 — Магнус Вернблум (Юнссон, Валлин) 45:39 — Петер Экелунд (Нурдстрем, Польссон) |                                                             | Судья: Владимир Шиндлер |
| |                            |                                                                                      |                                                             | Судья: Владимир Шиндлер |
| |                            |                                                                                      |                                                             | Судья: Владимир Шиндлер |
| |                            |                                                                                      |                                                             | Судья: Владимир Шиндлер |
| 4 мин | Штраф                      | 10 мин                                                                               |                                                             | Судья: Владимир Шиндлер |
| |                            |                                                                                      |                                                             |                         |
| | 24 (4+9+11)                | Броски                                                                               | 19 (5+8+12)                                                 |                         |

## Индивидуальные награды
ЛУЧШИЕ ИГРОКИ ТУРНИРА
- Вратарь:  Веса Тоскала
- Защитники:  Йере Каралахти,  Франтишек Кучера
- Нападающие:  Магнус Вернблум, Иржи Допита,  Александр Харитонов
- Бомбардир:  Александр Харитонов — 4 (3+1) очка.

## Победитель
| Победитель Кубка Карьялы 1999 |
| Финляндия Третий титул        |